# Meteorit KG 002
El meteorit KG 002 o Ksar Ghilane 002 és un meteorit procedent de Mart, descobert l’any 2010 al desert del Sàhara, prop de Ksar Ghilane, Tunísia, per José Vicente Casado i David Allepuz, i identificat per Jordi Llorca, catedràtic d’Enginyeria Química de la UPC. És una roca de 538 grams de pes, originada fa tres milions d'anys, pertany al grup de les shergottites i està composta principalment de plagiòclasi (52% en volum) i piroxè (37% en volum), també conté olivina rica en ferro i fosfats de calci. Ocupa la posició dissetena en pes dels meteorits procedents de Mart i és el que procedeix de la zona més profunda del mantell de Mart.
La porció més important (20,2 grams) la conserva José Vicente Casado a la Universitat Politècnica de Catalunya.

## Història
Fa milions d'anys, Mart era un planeta geològicament actiu, és a dir, tenia un nucli fos i activitat volcànica. Aquesta activitat volcànica va portar cap a la superfície del planeta roques ígnies procedents del mantell. Aquesta pedra de Mart es va formar fa 120 milions d'anys, just abans que el nucli del planeta es refredés fins al punt de deixar de tenir un nucli fos. Va quedar així enterrada a certa profunditat fins fa 3 milions d'anys, quan un xoc cataclísmic la va arrencar del planeta i la va llençar a l'espai. Així, va entrar en òrbita al voltant del Sol, i fa 10.000 anys es va creuar amb la de la Terra. Altres meteorits com el Los Angeles i NWA2800 van fer el camí junts, i tenen el mateix origen marcià, demostrat per les seves composicions idèntiques.